# První vláda Vladimíra Mečiara
První vláda Vladimíra Mečiara působila na Slovensku od 27. června 1990 do 22. dubna 1991. Vznikla po parlamentních volbách, které se uskutečnily 8. a 9. června 1990. Jednalo se o vládu Slovenska v rámci ČSFR.
Předsedou vlády byl Vladimír Mečiar. Vládu tvořila koalice stran VPN, KDH, DS a MNI.

## Pád vlády
23. dubna 1991 byl Mečiar z funkce premiéra odvolán parlamentem (Slovenská národní rada), a ve funkci byl nahrazen Jánem Čarnogurským. Tato změna se udála na základě dohody koaličních stran. Po výměně premiéra zastávali někteří místopředsedové a ministři této vlády své funkce i v následující vládě Jána Čarnogurského.

## Složení vlády
- předseda vlády: Vladimír Mečiar (VPN)
- 1. místopředseda vlády: Ján Čarnogurský (KDH)
- místopředseda vlády: Jozef Kučerák
- místopředseda vlády: Vladimír Ondruš (VPN)
- místopředseda vlády: Gábor Zászlós
- ministr financí, cen a mezd: Michal Kováč (VPN)
- ministr hospodářství: Jozef Belcák (KDH)
- ministr kultury: Ladislav Snopko (VPN)
- ministr lesního a vodního hospodářství: Viliam Oberhauser (KDH)
- ministr obchodu a cestovního ruchu: Jozef Chren (KDH)
- ministr plánování (od 6. 10. 1990 ministr pro hospodářskou strategii): Rudolf Filkus
- ministr práce a sociálních věcí: Stanislav Novák (DS)
- ministr průmyslu: Ján Holčík (DS)
- ministr spravedlnosti: Ladislav Košťa (VPN)
- ministři školství, vědy, mládeže a sportu:
  - Ladislav Kováč (VPN), do 6. 9. 1990
  - Ján Pišút, od 6. 9. 1990
- ministři vnitra:
  - Anton Andráš (KDH), do 22. 11. 1990
  - Ladislav Pittner (KDH), od 22. 11. 1990
- ministr výstavby a stavebnictví: Jozef Dubníček (DS)
- ministr zdravotnictví: Alojz Rakús (KDH)
- ministři zemědělství a výživy: Michal Džatko (KDH)
- předseda Komise pro životní prostředí: Ivan Tirpák (KDH)
- předseda Úřadu pro privatizaci a správu národního majetku: Augustín Marián Húska
- předseda Výboru lidové kontroly (od 6. 9. 1990 ministr kontroly): Martin Hvozdík
- ministr bez křesla (od 6. 9. 1990 ministr mezinárodních vztahů): Milan Kňažko (VPN)